# Adeodato (nome)
Adeodato  è un nome proprio di persona italiano maschile.

## Varianti
- Maschili: Deodato[3][4][5], Diodato[1][3][4][5][6], Teodato[3]
  - Ipocoristici: Dato[3], Adeo[3], Adio[3]
- Femminili: Adeodata[2][3], Deodata[5], Diodata[3][5]
  - Ipocoristici: Adea[3], Adia[3]

### Varianti in altre lingue
- Basco: Dodata[7]
- Catalano: Adeodato[7], Deodat[7]
- Francese: Déodat[6], Dieudonné[8]
  - Femminili: Dieudonnée[8]
- Inglese: Deodatus[9]
  - Femminili: Deodata[9]
- Latino: Adeodatus[1][2][3][6], Deusdedit[10]
  - Ipocoristici: Deodatus[6]
- Portoghese: Deodato[6]
- Spagnolo: Adeodato[7], Deodato[7], Diosdado[10]

## Origine e diffusione
Si tratta di un nome devozionale, diffusosi in ambienti cristiani come ringraziamento a Dio per il nuovo nato: deriva infatti dal latino Adeodatus, formato sull'espressione a Deo datus, che vuol dire "dato da Dio", "donato da Dio", calco di nomi greci quali Teodoro, Teodoto, Teodosio e Doroteo. Similmente ad Esposito, questo nome era un tempo usato per i bambini trovatelli.
Questo nome venne portato da due papi, entrambi vissuti nel VII secolo, che sono anche come Deusdedit, un obsoleto nome latino di significato pressoché identico ("Dio ce l'ha dato"), spesso usato intercambiabilmente con Adeodatus e Deodatus, da cui viene lo spagnolo Diosdado.
In Italia, questo nome gode di modesta diffusione, sostenuta dal culto di vari santi così chiamati; la forma base "Adeodato" è prevalente nel Centro-Nord, specie in Emilia-Romagna, mentre le forme aferetiche "Deodato" e "Diodato" sono più presenti nel Sud continentale, in particolare in Campania e Puglia. In inglese cominciò ad essere usato dai Puritani nel XVI secolo.

## Onomastico

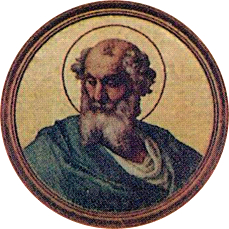
Papa Adeodato I

L'onomastico si può festeggiare in memoria di diversi santi, alle date seguenti:
- 3 febbraio, san Deodato, monaco presso Lagny[11]
- 24 aprile, san Deodato, eremita presso Blois, da cui prende il nome la città di Saint-Dié[11][12]
- 10 giugno, san Deodato, monaco presso Ebersheim[12]
- 19 giugno, san Deodato, vescovo di Saint-Dié[7][12]
- 19 giugno, san Deodato, abate di Ebersheim, presso Strasburgo, poi vescovo di Nevers[11]
- 26 giugno, san Deodato, vescovo di Nola[11][12]
- 27 giugno, sant'Adeodato, vescovo di Napoli[12]
- 14 luglio, sant'Adeodato o Deusdedit, monaco benedettino e arcivescovo di Canterbury[11]
- 27 settembre, san Deodato, martire a Sora[11]
- 9 ottobre, san Diodato (o Deodato, o Deusdedit), abate di Montecassino[12]
- 15 ottobre, san Deodato, vescovo di Vienne[7][12]
- 8 novembre, sant'Adeodato I, papa[11][12]
- 14 novembre, san Deodato Aribert da Ruticinio, sacerdote francescano, martire a Gerusalemme sotto i Saraceni[12]

## Persone
- Adeodato, scultore pisano
- Adeodato, figlio di sant'Agostino
- Adeodato I, 68º papa
- Adeodato II, 77º papa
- Adeodato Bonasi, politico italiano

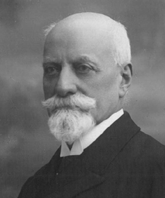
Adeodato Bonasi

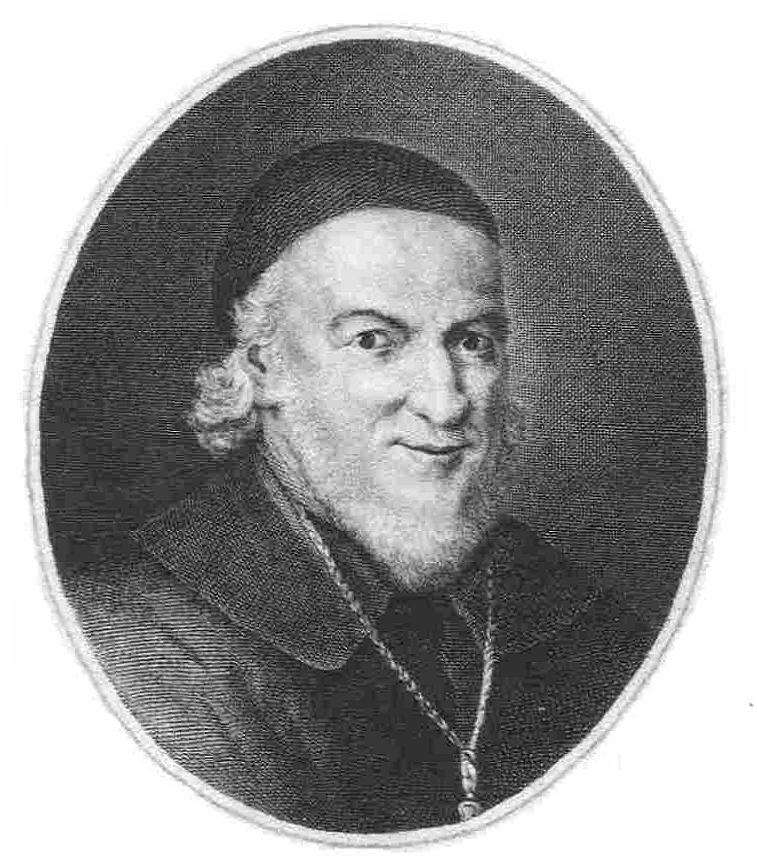
Adeodato Turchi

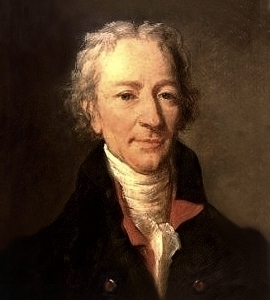
Déodat de Dolomieu

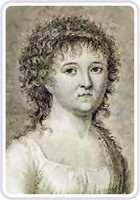
Diodata Saluzzo Roero

- Adeodato Malatesta, pittore e restauratore italiano
- Adeodato Piazza, cardinale e patriarca cattolico italiano
- Adeodato Ressi, economista e patriota italiano
- Adeodato Turchi, vescovo cattolico italiano

### Variante Deodato
- Deodato di Milano, arcivescovo cattolico italiano
- Deodato Guinaccia, pittore italiano
- Deodato Orlandi, pittore italiano
- Deodato Scaglia, vescovo cattolico italiano
- Deodato Scanderebech, politico italiano

### Variante Diodato
- Diodato di Montecassino, abate italiano
- Diodato Borrelli, medico, scienziato, umanista, filosofo e patriota italiano
- Diodato Del Gaizo, monaco cristiano, paroliere e musicista italiano
- Diodato Lioy, giurista e giornalista italiano
- Diodato Pallieri, politico italiano

### Variante Déodat
- Déodat de Dolomieu, geologo francese
- Déodat de Séverac, compositore e organista francese
- Déodat Roché, storico ed esoterista francese

### Variante Dieudonné
- Dieudonné de Gozon, Gran Maestro dell'Ordine di Malta
- Dieudonné Disi, atleta ruandese
- Dieudonné M'bala M'bala, umorista, attore e attivista francese
- Dieudonné Nzapalainga, cardinale e arcivescovo cattolico centrafricano

### Altre varianti maschili
- Teodato, re degli Ostrogoti e re d'Italia
- Teodato, quarto doge di Venezia
- Deodat del Monte, pittore, architetto e astronomo fiammingo
- Diosdado Cabello, politico venezuelano
- Diosdado Macapagal, politico filippino

### Variante femminile Diodata
- Diodata Saluzzo Roero, letterata, scrittrice e poetessa italiana